# 157894 Yasminwalter
157894 Yasminwalter este o planetă minoră (asteroid), cu un diametru de 2,05 km, din centura de asteroizi. A fost descoperită pe 14 octombrie 1999 la  de Starkenburg-Sternwarte⁠(d). 
Obiectul prezintă o orbită caracterizată de o semiaxă mare de 2,879401264376 UAi, o excentricitate de 0,20361557730668, o înclinație de 3,1729768252064 ° în raport cu ecliptica.